# 김현우 (기자)
김현우(1979년 8월 14일 ~ )은 대한민국의 기자와 앵커이다.

## 학력
- 한국외국어대학교 일본어학과 1999년 3월 ~ 2003년 2월 졸업

## 경력
- 2005년 : SBS 공채 13기 기자 입사
- 2004년 ~ 2008년 : SBS의 사회부 기자
- 2008년 ~ 2012년 : SBS의 스포츠부 기자
- 2013년 ~ 2016년 : SBS의 경제부 기자
- 2016년 ~ 현재 : SBS의 정치부 기자
- 2025년 : 관훈클럽 해외연수(미국연수) 대상자

## 출연작
- 2012년 1월 7일 ~ 2014년 7월 19일 : 토요일 《모닝와이드》 1, 2부
- 2014년 7월 21일 ~ 2014년 10월 10일 : 평일 《모닝와이드》 1, 2부 아침종합뉴스
- 2014년 10월 13일 ~ 2016년 12월 16일 : 평일 《모닝와이드》 1, 2부
- 2014년 12월 27일 : 토요일 《모닝와이드》 1, 2부 (대리 진행)
- 2016년 11월 14일 ~ 2016년 11월 17일 : 《SBS 뉴스 이슈진단》
- 2016년 12월 24일 ~ 2017년 5월 21일 : 주말 《SBS 8 뉴스》
- 2017년 5월 22일 ~ 2025년 7월 18일 : 평일 《SBS 8 뉴스》